# Hall of Fame (Manager Magazin)
Die Aufnahme in die Hall of Fame der deutschen Wirtschaftszeitschrift Manager Magazin ist eine Auszeichnung für deutsche Ökonomen und Manager. Sie ist nicht zu verwechseln mit der jüngeren Hall of Fame der Wirtschaftszeitung Handelsblatt sowie der Hall of Fame der deutschen Forschung, ebenfalls vom Manager Magazin.

## Idee
Im Jahr 1992 beschlossen der damalige Geschäftsführer (Karl Dietrich Seikel) und der Chefredakteur des Manager Magazins, Peter Christ, eine Auszeichnung für herausragende Leistungen in der deutschen Wirtschaft zu schaffen. Gemeinsam mit Hermann Schäfer, dem Gründungsdirektor der Stiftung Haus der Geschichte der Bundesrepublik Deutschland, wurde eine symbolische Ruhmeshalle, die Hall of Fame, heute eine Marke der Manager Magazin Verlagsgesellschaft (Spiegel-Gruppe), geschaffen und erstmals an Ludwig Erhard, Hans Böckler und Max Grundig posthum verliehen. Seitdem werden jedes Jahr ein oder zwei von einer Jury ausgewählte deutsche Persönlichkeiten aus der Volkswirtschaft oder der Industrie mit der Aufnahme in die Hall of Fame ausgezeichnet. Auf einer Festversammlung im „Schlosshotel Kronberg“ werden die neuen Mitglieder in die symbolische Ruhmeshalle aufgenommen. Geehrt werden unter dem Motto „Gegen Mutlosigkeit und Mittelmaß – für Verantwortung und Führungsstärke“ Unternehmer, Manager, Politiker und Gewerkschafter, die Vorbildliches geleistet haben.

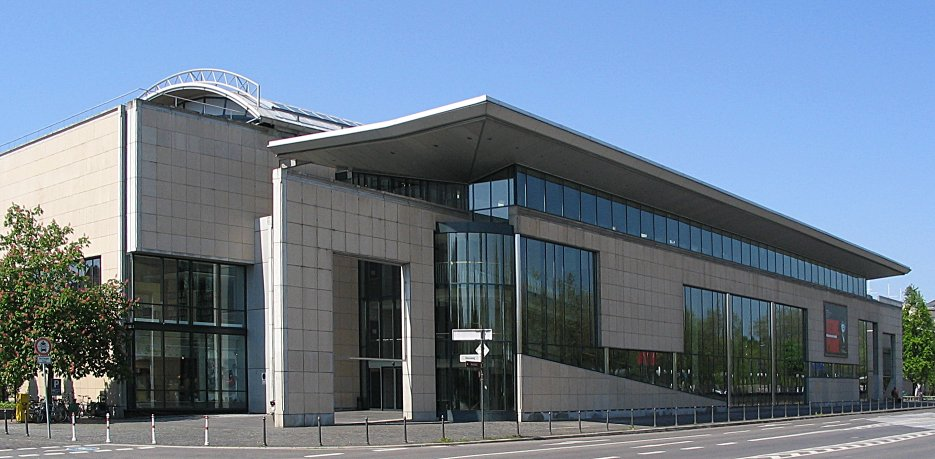
Das Haus der Deutschen Geschichte in Bonn an der B9 im ehemaligen Regierungsviertel

## Ausstellung imHaus der Geschichte der Bundesrepublik Deutschland
Im Haus der Geschichte der Bundesrepublik Deutschland, konnte man auf den Medienterminals des Informationszentrums, der Bibliothek und Mediathek zur deutschen Zeitgeschichte, die Hall of Fame einsehen. Kurze Texte, Bilder und Videosequenzenen veranschaulichten die Lebensläufe der Laureaten.

## DieHall of Famein Polen
Im Jahr 2005 stiftete die polnische Ausgabe von Manager Magazin ein Pendant zur deutschen Hall of Fame, die Galeria Chwały Polskiej Ekonomii (übersetzt: Ehrenhalle der polnischen Ökonomie). Auch hier wurde einmal jährlich ein bedeutender Volkswirt für sein Lebenswerk ausgezeichnet. Preisträger waren unter anderen Leszek Balcerowicz und Henryka Bochniarz.

## Die derzeitige Jury
- Simone Bagel-Trah, Aufsichtsratsvorsitzende Henkel
- Norbert Reithofer, Aufsichtsratsvorsitzender BMW
- Norbert Winkeljohann, Aufsichtsratsvorsitzender Bayer
- Isabell Hülsen, Chefredakteurin manager magazin

## Die bisherigen Laureaten
| Jahr | Preisträger |
| ---- | --- |
| 2024 | Dirk Rossmann (Rossmann) Franz Fehrenbach (Robert Bosch GmbH) |
| 2023 | Karl-Ludwig Kley (E.ON, Lufthansa) Michael Vassiliadis (IG BCE) |
| 2022 | Tom Enders (Airbus) Martin Viessmann (Viessmann) |
| 2021 | Andreas und Thomas Strüngmann (Biontech) |
| 2020 | Michael Diekmann (Allianz) Nicola Leibinger-Kammüller (Trumpf) |
| 2019 | Susanne Klatten und Stefan Quandt (beide BMW und andere) Berthold Huber (IG Metall) |
| 2018 | Ralph Dommermuth (United Internet) Regine Sixt und Erich Sixt (beide Sixt) Werner Wenning (Bayer) |
| 2017 | Herbert Hainer (Adidas) Martin Herrenknecht (Herrenknecht) Heinz Hermann Thiele (Knorr-Bremse) |
| 2015 | Klaus-Michael Kühne (Kühne + Nagel) Joachim Milberg (BMW) |
| 2014 | Friedrich von Metzler (Bankhaus Metzler) Wolfgang Reitzle (Linde) |
| 2013 | Jürgen Hambrecht (BASF) Friede Springer (Axel Springer) |
| 2012 | Michael Otto (Otto) Götz Werner (dm) |
| 2011 | Günther Fielmann (Fielmann) Gerd Krick (Fresenius) |
| 2010 | Helmut Sihler (Henkel) Andreas von Bechtolsheim (Sun Microsystems) |
| 2009 | Jürgen Strube (BASF) Jürgen Heraeus (Heraeus) |
| 2008 | Hubert Burda (Burda) Hermann Scholl (Bosch) |
| 2007 | Hans Joachim Langmann (Merck) Klaus Schwab (World Economic Forum) |
| 2006 | Wendelin Wiedeking (Porsche) Jürgen Weber (Lufthansa) |
| 2005 | Ulrich Hartmann (E.ON) Hans Peter Stihl (Stihl) |
| 2004 | Reinhold Würth (Würth) Heinrich von Pierer (Siemens) |
| 2003 | Heinz-Horst Deichmann (Deichmann) Giuseppe Vita (Schering) |
| 2002 | Ferdinand Piëch (Volkswagen) Günter Vogelsang (ThyssenKrupp) |
| 2001 | Otto Graf Lambsdorff (BMWI) Berthold Leibinger (Trumpf) |
| 2000 | Roland Berger (Roland Berger) Elisabeth Noelle (Institut Allensbach) |
| 1999 | Hans Gerling (Gerling) Rudolf Miele (Miele) Peter Zinkann (Miele) |
| 1998 | Alfred Herrhausen (Deutsche Bank) Dietmar Hopp (SAP) Hasso Plattner (SAP) Tyll Necker (BDI) |
| 1997 | Rudolf von Bennigsen-Foerder (Veba) Helmut O. Maucher (Nestlé) Karl Otto Pöhl (Deutsche Bundesbank) |
| 1996 | Birgit Breuel (Treuhand) Hermann Rappe (IG Chemie) Detlev Rohwedder (Hoesch, Treuhand) |
| 1994 | Hans Lutz Merkle (Bosch) Kurt A. Körber (Körber) Karl Schiller (BMF) |
| 1993 | Hermann Josef Abs (Deutsche Bank) Berthold Beitz (Krupp) Eberhard von Kuenheim (BMW) |
| 1992 | Konrad Henkel (Henkel) Reinhard Mohn (Bertelsmann) Werner Otto (Otto) Hans Böckler (DGB) Ludwig Erhard (Bundeskanzler) Max Grundig (Grundig) Heinz Nixdorf (Nixdorf) Heinrich Nordhoff (Volkswagen) Axel Springer (Axel Springer) Josef Neckermann (Neckermann) |